# Britney: Live in Concert
Britney: Live in Concert는 미국의 가수 브리트니 스피어스의 콘서트 투어이다.

## 시간표
| 날짜            | 도시       | 나라     | 공연장                | 관객수 | 판매량 |
| 아시아          | 아시아     | 아시아   | 아시아                | 아시아 | 아시아 |
| --------------- | ---------- | -------- | --------------------- | ------ | ------ |
| 2017년 6월 3일  | 도쿄도     | 일본     | 국립 요요기 경기장    | —      | —      |
| 2017년 6월 4일  | 도쿄도     | 일본     | 국립 요요기 경기장    | —      | —      |
| 2017년 6월 6일  | 오사카시   | 일본     | 오사카 성 홀          | —      | —      |
| 2017년 6월 10일 | 서울특별시 | 대한민국 | 고척 스카이돔         | —      | —      |
| 2017년 6월 13일 | 타이베이시 | 타이완   | 타이베이 난강 전람관  | —      | —      |
| 2017년 6월 15일 | 마닐라     | 필리핀   | 몰 오브 아시아 아레나 | —      | —      |
| 2017년 6월 23일 | 방콕       | 타이     | IMPACT 아레나         | —      | —      |
| 2017년 6월 24일 | 방콕       | 타이     | IMPACT 아레나         | —      | —      |
| 2017년 6월 27일 | 홍콩       | 홍콩     | 아주국제박람관        | —      | —      |
| 2017년 6월 30일 | 싱가포르   | 싱가포르 | 싱가포르 실내 체육관  | —      | —      |
| 2017년 7월 3일  | 텔아비브   | 이스라엘 | 야콘 파크             | —      | —      |